# Монуев, Ысакбек
Ысакбек (Искакбек, Ысакмат) Монуев или Мониев (кирг. Ысакмат Мониев, араб. إسحاق بك موني‎; 1902. с. Нура Алайского региона — 1949, авиакатастрофа около Алма-Аты) — военный деятель непризнанной Восточно-Туркестанской республики (ныне Синьцзян-Уйгурский автономный район КНР).

## Биография

### Детство
Происходит из рода Жоош, племени Мунгуш, которая входит в правое крыло кыргызов. Вот так выглядит пять отцов Ысакбека Монуева:
Бакы→ Абдырай → Полот → Чамаш → Мону
Родился Ысакбек (при рождении Ысакмат) осенью 1902 года в селе Нура Ферганской области (ныне Алайский район Кыргызстана). Отец Мону — крупный торговец, торговал караванами Алай, Андижан, Ош, Кашгар, Хотан, Карашар. С детства Ысакбек путешествовал с отцом, учился у мулл, знал арабскую письменость.

## Деятельность

### На советско-китайской границе
В 1918 году был избран бийем села Сымкана. До 1925 года занимался контрабандой наркотиков в территорию Советского Союза. После 1925 года начинает работать пограничником на советско-китайской границе под началом Шабдана, сына Чыпалак Казы уулу. Но после трения с Шабданом и его отцом Чыпалаком по поводу басмачей начинает формировать отдельный отряд с односельчан и с помощью СССР начинает активно бороться с басмачеством на советско-китайской границе. За эти заслуги правительство Гоминьдана присвоило ему звание генерал-майора. С помощью Ысакбека Монуева успешно было подавлено Кумульское восстание. Отряд Ысакбека вошёл в регулярную армия Гоминьдана как «Кыргызская Конная 35-Дивизия» и был размещён в городе Кашгар.
Позднее у него начались трения с гоминьдановскими властями. Монуев бежал в Алма-Ату, где сформировал воинскую часть, вернулся в Синьцзян и разгромил войска Гоминьдана. В 1944 г. была создана непризнанная Восточно-Туркестанская Республика во главе с Ахметжан Касими, Монуев возглавил её вооружённые силы.
В 1949 г. правительство Восточного Туркестана вылетело на переговоры в Пекин[прояснить], однако самолёт разбился недалеко от села Кабанск Бурят-Монгольской АССР.
Похоронен вместе с другими погибшими в авиакатастрофе в городском парке Кульджи.